# Знак Циолковского
Знак Циолковского — ведомственная награда Федерального космического агентства.
Награждение производится приказом Федерального космического агентства. Вручение Знака Циолковского и удостоверения к нему производится в торжественной обстановке. Запись о награждении вносится в трудовые книжки работников, копия приказа о награждении подшивается в личное дело награждённого. В соответствии с Федеральным законом «О ветеранах» (статья 7, п.2) лица, награждённые ведомственным знаком и имеющие необходимый трудовой стаж работы в отрасли, приравниваются к званию Ветерана труда и имеют соответствующие льготы.
В связи с реорганизацией Федерального космического агентства России в Государственную корпорацию «Роскосмос» в 2015 году, награждение данным знаком прекращено. В современной наградной системе Роскосмоса, учреждён его аналог — Знак К. Э. Циолковского.

## История
Впервые Знак Циолковского был учрежден Приказом Росавиакосмоса от 31 января 2002 года № 12. После преобразования в 2004 году Росавиакосмоса в Федеральное космическое агентство, 21 января 2008 года был издан новый Приказ Федерального космического агентства № 7 «О ведомственных наградах Федерального космического агентства» с Положением о знаке.
Знаки выпускались на Санкт-Петербургском монетном дворе тиражом 600 шт. Авторы знака — Андрей Забалуев и Василий Омелько.
8 февраля 2017 года был издан Приказ Государственной корпорации по космической деятельности «Роскосмос» № 23 «О ведомственном знаке отличия Государственной корпорации по космической деятельности „Роскосмос“», дающим право на присвоение звания «Ветеран труда». Данный приказ признаёт утратившим силу приказ Федерального космического агентства от 21 января 2008 года № 7 «О ведомственных наградах Федерального космического агентства».

## Положение о Знаке
1. Знак Циолковского является высшей ведомственной наградой федерального органа исполнительной власти по космической деятельности — Федерального космического агентства.
2. Знаком Циолковского награждаются работники Роскосмоса и организаций ракетно-космической промышленности России, проработавшие в отрасли не менее 10 лет, за:
- непосредственное участие в решении сложных научных проблем, способствующих прогрессу отечественной космонавтики;
- многолетнюю творческую работу при проведении научных исследований в области освоения и использования космического пространства;
- высокие результаты в области прикладной математики, а также теоретические исследования по актуальным проблемам освоения космического пространства.

3. Знаком Циолковского награждаются работники других организаций за весомый вклад и активное участие в проведении фундаментальных исследований в области освоения и использования космического пространства.
4. Знаком Циолковского награждаются иностранные граждане за весомый вклад в проведение научных исследований в области освоения и использования космического пространства.
Согласно Положению Знак носится на правой стороне груди и располагается ниже государственных наград Российской Федерации. Для ежедневного ношения используется лацканный вариант знака. Повторное награждение знаком не производится.

## Описание Знака
Знак Циолковского изготавливается из нейзильбера с золочением, имеет форму слегка выпуклого равноконечного креста, покрытого белой эмалью. Между концами креста — золотистый лавровый венок. В центре креста — накладной, слегка выпуклый, круглый золотистый медальон с рельефным изображением К. Э. Циолковского и надписью по окружности: «К. Э. Циолковский». Медальон покрыт синей эмалью. Расстояние между концами креста — 35 мм. На оборотной стороне креста в центре — номер знака.
Знак при помощи кольца и ушек крепится к золотистой прямоугольной колодке размером 24×31 мм. Колодка обтянута синей шёлковой муаровой лентой шириной 20 мм. Посередине и по краям ленты — золотистые полоски шириной 2 мм. На оборотной стороне колодки имеется приспособление для крепления к одежде — булавка.
Лацканный вариант знака изготавливается из нейзильбера с золочением, имеет ту же форму и изображение, что и нагрудный знак Циолковского. Накладной медальон с портретом К. Э. Циолковского — золотистого цвета. Расстояние между концами креста — 20 мм. Для крепления знака к одежде используется цанговое крепление.